# Женская сборная СССР по спортивной гимнастике
Женская сборная СССР по спортивной гимнастике — национальная команда СССР, существовавшая до 1991 года и участвовавшая в международных соревнованиях по спортивной гимнастике.

## История

### Олимпийские игры
- 1952 :  Чемпион
- 1956 :  Чемпион
- 1960 :  Чемпион
- 1964 :  Чемпион
- 1968 :  Чемпион
- 1972 :  Чемпион
- 1976 :  Чемпион
- 1980 :  Чемпион
- 1984 : Не участвовала
- 1988 :  Чемпион

#### От Хельсинки до Рима
Свои выступления на Олимпиадах женская сборная СССР по спортивной гимнастике начала в 1952 году с победы, набрав 527,03 очка в абсолютном командном первенстве и опередив команды Венгрии (520,96) и Чехословакии (503,320). Наибольший вклад в победу команды внесла Мария Гороховская — 76,78 очка, этого хватило, чтобы вдобавок стать абсолютной чемпионкой. На отдельных снарядах первенствовали Екатерина Калинчук в опорном прыжке и Нина Бочарова на бревне. Причём в опорном прыжке представители советской команды заняли весь пьедестал. В 1956 году начала олимпийские выступления Лариса Латынина. Советская команда набрала 444,8 очка и с минимальным перевесом опередила команду Венгрии (443,5), третье место заняла команда Румынии (438,2). Лариса Латынина внесла наибольший вклад в победу команды — 74,933 очка и стала абсолютной чемпионкой, а также первенствовала в опорном прыжке и в вольных упражнениях. На Олимпиаде 1960 года в Риме женская сборная СССР добилась выдающегося успеха. Прежде всего она победила в командном первенстве (382,3 очка), при этом место основного соперника советской команды на предыдущих двух Олимпиадах, сборной Венгрии, заняла сборная Чехословакии (373,323), за ней — команда Румынии (372,053). Наибольший вклад в победу внесла Лариса Латынина (77,031), она же стала первой в абсолютном первенстве, где советская команда заняла весь пьедестал. Кроме того, весь пьедестал представители советской сборной заняли в опорном прыжке, где первой была Маргарита Николаева, на брусьях, где высшую награду завоевала Полина Астахова, и в вольных упражнениях, где победила Лариса Латынина. Лишь на бревне победила чешка Эва Босакова, но и там второе и третье место заняли представители сборной СССР. 

#### От Токио до Мюнхена
Олимпиада-64 характеризовалась упорной борьбой сборных СССР и Чехословакии. С отрывом менее, чем в одно очко сборная СССР (380,890 очка) опередила в командном первенстве занявшую второе место сборную Чехословакии (379,989), третье место также в упорной борьбе заняли хозяева Олимпиады, сборная Японии (377,889). Лариса Латынина снова внесла наибольший вклад в победу сборной СССР (76,998 очка), но этого оказалось недостаточно, чтобы победить в абсолютном первенстве — представительница сборной Чехословакии Вера Чаславска опередила Латынину. Представители сборной СССР победили также на брусьях (Полина Астахова) и в вольных упражнениях (Лариса Латынина). Упорная борьба сборных СССР и Чехословакии ещё более обострилась на Олимпиаде-68 в Мехико. Лариса Латынина уже не выступала, в отличие от Чаславской, а была тренером советской сборной. Сборной СССР удалось опередить сборную Чехословакии в командном первенстве и занять первое место, с ещё меньшим перевесом, чем на предыдущей Олимпиаде (382,85 против 382,2, то есть разрыв — 0,65 очка), на третье место вышла сборная ГДР (379,1). Наибольший вклад в победу сборной СССР внесла Зинаида Воронина (76,85 очка), но этого вновь оказалось недостаточно, чтобы победить в абсолютном первенстве, где Воронину опередила Вера Чаславска. Представители сборной СССР победили также на бревне (Наталья Кучинская) и в вольных упражнениях, где Лариса Петрик поделила первое место с Верой Чаславской. На Олимпиаде-72 в Мюнхене серьёзную конкуренцию сборной СССР составили представители сборной ГДР. Сборная СССР снова победила в командном первенстве (380,5 очка), опередив сборные ГДР (376,55) и Венгрии (368,25). Наибольший вклад в победу внесла Людмила Турищева (76,85 очка), она же победила в абсолютном первенстве. Ольга Корбут победила на бревне и в вольных упражнениях, где представители сборной СССР заняли весь пьедестал. 

#### От Монреаля до Сеула
Основным соперником сборной СССР на Олимпиаде-76 в Монреале стала сборная Румынии, где тон задавала Надя Команечи. Это не помешало сборной СССР победить в командном первенстве (390,35 очка), опередив сборные Румынии (387,15) и ГДР (385,1). Наибольший вклад в победу сборной СССР внесли Людмила Турищева и Нелли Ким — по 78,25 очка. Несмотря на то, что Нелли Ким уступила Наде Команечи в абсолютном первенстве, заняв второе место, она победила в опорном прыжке и в вольных упражнениях, добавив в копилку сборной СССР два золота. После Олимпиады в Монреале Латынина ушла с тренерского поста, и старшим тренером женской сборной СССР по спортивной гимнастике был назначен Аман Шаниязов.  На Олимпиаде-80 в Москве ещё более обострилась борьба между сборными СССР, Румынии и ГДР. С очень небольшим перевесом, чуть более одного очка, в командном первенстве победила сборная СССР (394,9 очка), опередив сборные Румынии (393,5) и ГДР (392,55). Наибольший вклад в победу сборной СССР внесла Наталья Шапошникова (79,15 очка). В абсолютном первенстве победила Елена Давыдова из СССР, опередив поделивших второе место Надю Команечи из Румынии и Макси Гнаук из ГДР. Представители сборной СССР заняли первое место в опорном прыжке (Наталья Шапошникова) и в вольных упражнениях (Нелли Ким). В Олимпиаде-84 женская сборная СССР по спортивной гимнастике не участвовала. На Олимпиаде-88 в Сеуле вновь было острое соперничество сборных СССР и Румынии, где хорошо выступала Даниэла Силиваш. Сборная СССР снова победила в командном первенстве (395,475 очка), опередив чуть больше, чем на очко команду Румынии (394,125), третье место вновь заняла сборная ГДР (390,875). Наибольший вклад в победу сборной СССР внесла Елена Шушунова (79,675 очка), которая также победила в абсолютном первенстве. Представитель сборной СССР Светлана Богинская завоевала золото в опорном прыжке. Тренером женской сборной СССР по спортивной гимнастике на Олимпиаде в Сеуле был Андрей Радионенко.

### Чемпионаты мира
- 1954 :  Чемпион
- 1958 :  Чемпион
- 1962 :  Чемпион
- 1966 :  2-е место
- 1970 :  Чемпион
- 1974 :  Чемпион
- 1978 :  Чемпион
- 1979 :  2-е место
- 1981 :  Чемпион
- 1983 :  Чемпион
- 1985 :  Чемпион
- 1987 :  2-е место
- 1989 :  Чемпион
- 1991 :  Чемпион

## Тренеры
- Алексей Александров (1952—1966)[12]
- Лариса Латынина (1966—1977)[13]
- Аман Шаниязов (1977—1981,?)[8]
- Андрей Радионенко (?—1987,1988)[11]